# Буліченко Володимир Володимирович
Володи́мир Володи́мирович Буліче́нко (нар. 15 жовтня 1975, м. Дебрецен, Угорська Народна Республіка — 18 липня 2017, с-ще Невельське, Ясинуватський район, Донецька область, Україна) — молодший сержант Збройних сил України, учасник російсько-української війни.

## Біографія
Народився 1975 року в сім'ї військового офіцера у місті Дебрецен в Угорщині. Мешкав у селі Раденськ Олешківського (до 2016 року — Цюрупинського) району Херсонської області. Після смерті дружини сам виховував двох доньок-близнючок. 2016 року знову одружився.
Під час російської збройної агресії проти України 18 липня 2016 році вступив на військову службу за контрактом.
Молодший сержант, старший водій 1-ї мотопіхотної роти 17-го окремого мотопіхотного батальйону «Кіровоград» 57-ї окремої мотопіхотної бригади, в/ч А4279, м. Олешки, Херсонська область.
Загинув 18 липня 2017 року, внаслідок обстрілу опорного пункту поблизу селища Невельське, — від отриманих поранень помер під час медичної евакуації.
Похований 21 липня на сільському кладовищі у Раденську.
Залишились дружина з маленьким сином на Івано-Франківщині, мати, сестра, дорослий син та дві доньки-близнючки 1999 року народження від попередніх шлюбів на Херсонщині.

## Нагороди та вшанування
- Указом Президента України № 12/2018 від 22 січня 2018 року, за особисту мужність і самовіддані дії, виявлені у захисті державного суверенітету та територіальної цілісності України, зразкове виконання військового обов'язку, нагороджений орденом «За мужність» III ступеня (посмертно)[10].